# Subra el-Hejma
Subra el-Hejma (arab: شبرا الخيمة; angol átírásban Shubra El Kheima) Egyiptom negyedik legnagyobb városa. Lakosainak száma 1 025 569 fő (2006. november 11.).  Kairóval, Gízával, Heluánnal és számos kisebb várossal együtt alkotja a kairói agglomerációt, Afrika legnagyobb településegyüttesét. A város gyakorlatilag egybeépült Kairóval, metróvonal köti össze a főváros központjával.

## Népesség
A település népességének változása:

| 1986 | 714 594   |
| 2006 | 1 025 569 |